# 安武みゆき
安武 みゆき（やすたけ みゆき、1986年1月4日-)は、日本の女性声優。福岡県出身。フリー。
以前は賢プロダクションに所属していた。スクールデュオ8期生。

## 出演作品

### テレビアニメ
- 幕末義人伝 浪漫（サクラ[1]、おみつ、達三）

### ゲーム
- ルミナスアーク3 アイズ (ロッタ)
- キャバリング ～帝王の謎～ (小夜)
- 妖怪百姫たん! (オサキ、オシラサマ)

### 吹き替え
テレビドラマ
- ライ・トゥ・ミー 嘘の瞬間 (エミリー・ライトマン)
- グッドラック・チャーリー（チャーリー）
- 反撃のレスキュー・ミッション（ジョゼット）
- クリミナル・マインド5（エイミー）
- レバレッジ3（リディア）
- レバレッジ4（オリビア）
- LAW ＆ ORDER 18（ケイティ）
- LAW & ORDER:性犯罪特捜班（エレイン）
- ジーク アンド ルーサー（ジャーヴィス）
- Chase/逃亡者を追え！（クララ・オグバー）
- しあわせの処方箋3（ヴィヴィカ）
- めっちゃ　ソー・ランダム（ミア・タレリコ)
- 私はラブリーガル3（パメラ）
- ケース・センシティブ 静かなる殺人（ゾーイー、ルーシー）
- ジェシー!（レイチェル）
- THE KILLING/キリング3（リリック）
- ガール・ミーツ・ワールド  (オーベン)

映画
- シュレック フォーエバー（グレーの少女）
- シェルター (サミー)
- Grown Ups (ベッキー)
- わたしを離さないで (子供時代キャシー)
- イップ 翼を持つ女の子（ルーチャ）
- 紀元前1万年[2]
- スマーフ
- グッドラック・チャーリー ザ・ムービー（チャーリー）
- 疑惑の影（ロジャー）
- ヴァンパイア・ベビーシッター（ジェーン）
- アタック・ザ・ブロック（プロブス）
- コンシェンス 裏切りの炎（ヨンの妻）
- シュガー・ラッシュ（クランベリーナ）
- ソフィーの選択（エミ）
- ラストスタンド（クリスティ）

海外アニメ
- ママ・ミラベルのムービータイム（カーラ）
- きんきゅうしゅつどう隊 OSO
- ムークのせかいりょこう（パサン）

### ボイスオーバー
- ディズニーチャンネル おいしい世界2
- ディスカバリーチャンネル 人間の発育1・*2
- マーサ・スチュワート3
- 子育てリアリティ 出張しつけ相談

### 邦画
- 真夏のオリオン吹替

### ドラマCD
- お仕事男子 CDドラマ3 警官編

### ナレーション
- 東京ドームホテル ラジオCM
- ジャパンニューアルファ ラジオCM
- スガキコシステムズ　ラジオCM
- ツルハ　ラジオCM

### パチンコ・パチスロ機
- 築地魚河岸三代目
- 幕末義人伝 浪漫（サクラ）

### ラジオ
- ラヂオつくば『Anime Music Station』（パーソナリティー）[3]　【2015年4月～現在放送中】

### 舞台
- スクールデュオ8期公演『フラガール』（谷川紀美子）
- 劇団軌跡vol.9『ナツヤスミ語辞典』（主役カブト）
- 横浜開港150周年イベント『イソゴのアリスと仲間たち』（主役アリス）

### 朗読劇
- 2008年 『ハッピーバースデー』（主役 藤原あすか）
- 2009年 『ハッピーバースデー』（主役 藤原あすか）
- 2009年 『ハッピーバースデー』（主役 藤原あすか）
- 2010年 『ハッピーバースデー』（主役 藤原あすか）
- 2010年 『ハッピーバースデー』（主役 藤原あすか）
- 2011年 『ハッピーバースデー』（主役 藤原あすか）[4]
- 2012年 『ハッピーバースデー』（主役 藤原あすか）
- 家族草子2014 vol.007『ママ、みーつけた』（渉役）
- 若葉の会Vol.1 ~森浩美を読む~（『リリーフはいない』妻役/『おかあちゃんの口紅』友実子役)
- 若葉の会Vol.1　再演 ~森浩美を読む~（『リリーフはいない』妻役/『おかあちゃんの口紅』友実子役)
- 若葉の会Vol.2 ~森浩美を読む~（『シッポの娘 』真帆(娘)役）
- 家族草子 2015 vol.009 『妻のパジャマ』(娘役) / 『荷物の順番』(万由子役)
- MidoLabo vol.6 2016年1月公演 紅雲町珈琲屋こよみ6『睦月に集う』(ミナホ役)
- MidoLabo vol.7 2016年3月公演 紅雲町珈琲屋こよみ7『弥生の燈』(ミナホ役)
- MidoLabo vol.8 2016年5月公演 紅雲町珈琲屋こよみ8『皐月の嵐に』(ミナホ役)
- 家族草子 2016 vol.012 『三塁コーチャーは腕をまわせ』(部下役) / 『お駄賃の味』(ジュンペイ役)
- MidoLabo vol.9 2016年7月公演 紅雲町珈琲屋こよみ9『文月、名もなき花の』(ミナホ役)
- 家族草子 2016 札幌公演 『新しい思い出』『ホタルの熱』(シュン役)